# Aphelocoma insularis
La ghiandaia di Santa Cruz (Aphelocoma insularis Henshaw, 1886) è un uccello passeriforme appartenente alla famiglia Corvidae.

## Etimologia
Il nome scientifico della specie, insularis, è un chiaro riferimento all'areale di diffusione di questi uccelli.

## Descrizione

### Dimensioni
Misura fino a 31 cm di lunghezza, per 80-100 g di peso.

### Aspetto

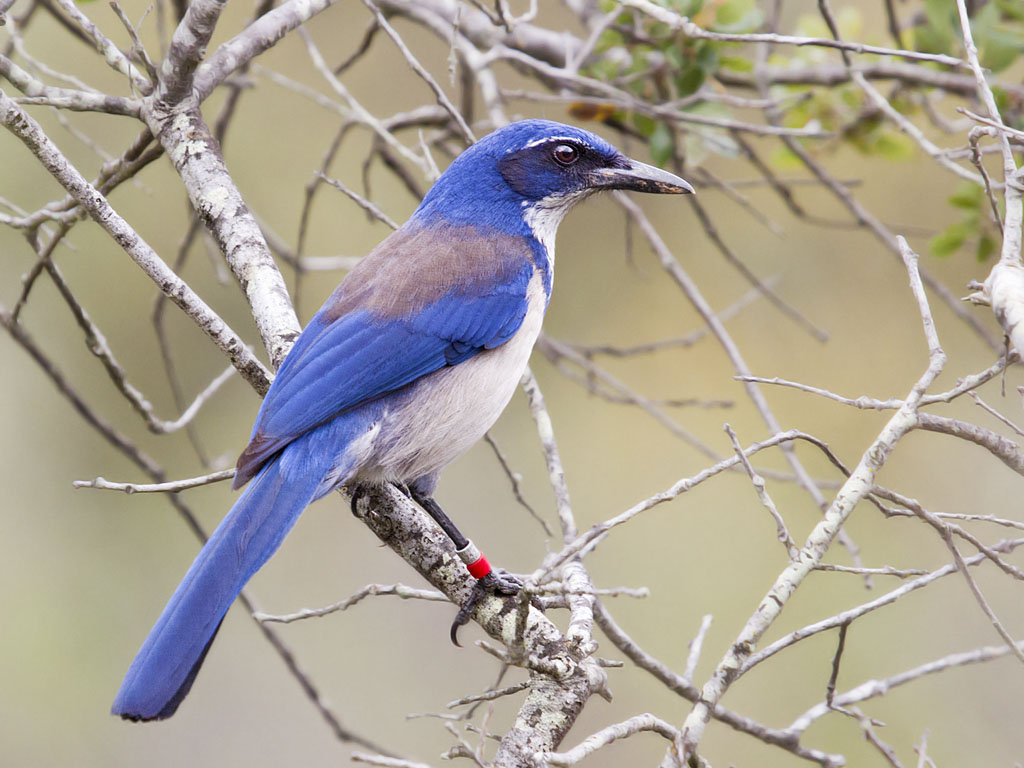
Esemplare in natura.

Si tratta di uccelli dall'aspetto massiccio, muniti di grossa testa squadrata e appiattita, becco conico e massiccio dalla punta lievemente adunca, ali arrotondate e digitate, forti zampe e lunga coda (quasi la metà del totale) dall'estremità squadrata: nel complesso, questi uccelli somigliano molto all'affine ghiandaia occidentale, dalla quale si differenzia per la separazione più netta delle varie aree colorate (che in questa specie non sfumano l'una ell'altra) e per il collare pettorale accennato e di colore azzurro.
Il piumaggio è di colore blu-azzurro su fronte, vertice, nuca, lati del collo, guance, copritrici, remiganti, codione e coda: dai lati del becco all'area temporale è presente un alone di un blu più scuro, che forma una mascherina facciale, sormontata superiormente da un sottile sopracciglio bianco. La gola è bianca, cinta inferiormente da un collare blu, e bianchi sono anche il petto, il ventre ed il sottocoda: il dorso e le ali, invece, sono di color grigio ardesia con sfumature cannella, presenti anche sulla punta delle remiganti secondarie.
Il lungo becco e le zampe sono di colore nero, mentre gli occhi sono di colore bruno scuro.

## Biologia
Si tratta di uccelli dalle abitudini di vita diurne, che vivono in coppie o in gruppetti familiari, non di rado aggregandosi all'infuori della stagione riproduttiva in stormi più grandi, che possono contare fino a una ventina d'individui.
La ghiandaia di Santa Cruz è un uccello molto vocale: questi animali si tengono in contatto vocale quasi continuo mediante una serie di vocalizzazioni differenti, accomunate però dall'essere stridule e gracchianti.

### Alimentazione
La ghiandaia di Santa Cruz è un uccello onnivoro, la cui dieta si compone di una grande varietà di cibi, sia di origine animale (uova e nidiacei provenienti da nidi razziati, piccoli rettili e mammiferi, insetti, invertebrati e le loro larve) che vegetale (semi, granaglie, bacche, frutta, pinoli e ghiande, in particolar modo quelle della quercia delle Channel Islands): in generale, questi uccelli sono più proni a una dieta carnivora durante la primavera, mentre man mano che la stagione va avanti l'apporto vegetale aumenta, fino a divenire preponderante durante i mesi invernali.
Come molti altri corvidi, anche questa specie è solita durante il periodo caldo mettere da parte il cibo in surplus in buche del terreno, allo scopo di recuperarlo durante i mesi invernali, quando il cibo scarseggia. 

### Riproduzione
Si tratta di uccelli monogami, che cominciano a riprodursi agli inizi di marzo: i due sessi collaborano sia nella costruzione del nido (a forma di coppa con ampia piattaforma circostante, edificato a 1-8 m d'altezza intrecciando rametti e fibre vegetali e foderando l'interno con materiale più soffice) che nella cova delle 3-5 uova (che dura circa 30 giorni e viene portata avanti dalla sola femmina, nutrita e sorvegliata dal maschio) e nelle cure parentali dei nidiacei, i quali, ciechi ed implumi alla schiusa, s'involano attorno alle tre settimane di vita e sono virtualmente indipendenti (pur continuando a rimanere coi genitori presso il loro gruppo d'appartenenza) attorno al mese e mezzo d'età.

## Distribuzione e habitat

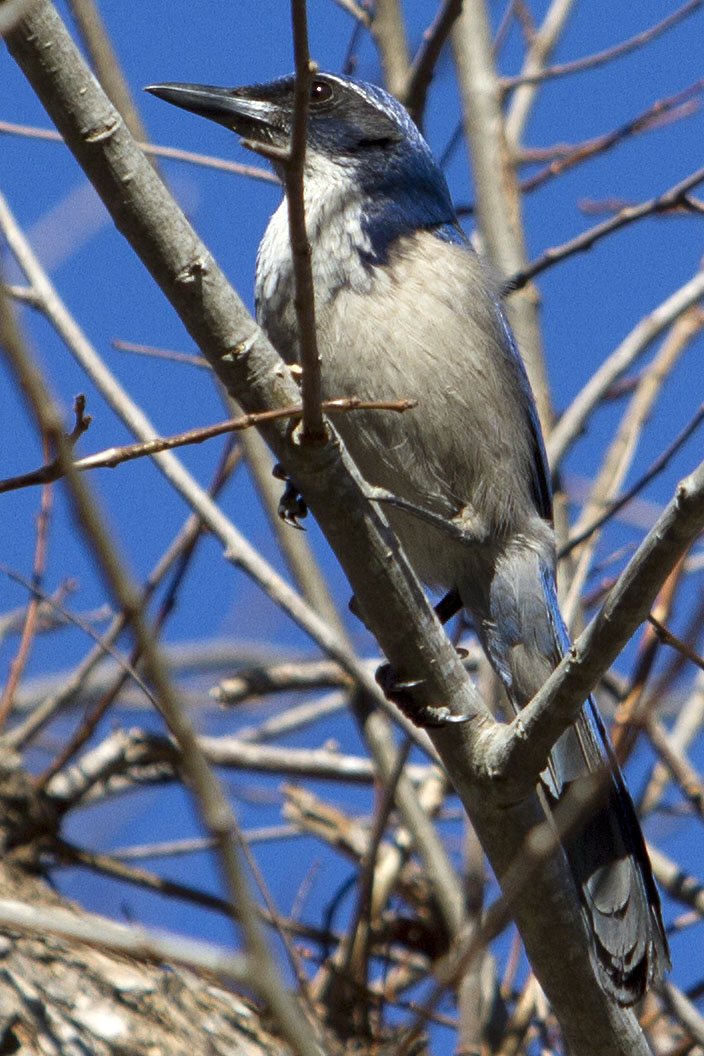
Esemplare in natura.

Come intuibile sia dal nome comune che dal nome scientifico, la ghiandaia di Santa Cruz è endemica dell'isola di Santa Cruz, nelle Channel Islands californiane: in base ai ritrovamenti fossili, la specie è vissuta in tempi preistorici (fra il Pleistocene e l'Olocene) anche sulla vicina isola di Santa Rosa, mentre mancano per ora resti che ne attestino la presenza nelle altre isole del gruppo delle Northern Channel Islands.

In base all'apparente incapacità di percorrere lunghe distanze in volo di questi uccelli (Santa Cruz dista circa venti chilometri dal continente e ancora meno dalle altre Channel Islands, dove però la specie è assente), si è supposto che i loro progenitori siano giunti su Santa Cruz in seguito a una tempesta o su una zattera galleggiante, oppure che la colonizzazione dell'isola sia avvenuta durante l'ultima era glaciale (70000-10000 anni fa), quando il livello del mare era molto più basso ed essa era separata dal continente solo da uno stretto braccio di mare: tuttavia, gli studi effettuati sul DNA hanno mostrato che questi uccelli hanno cominciato a differenziarsi dalla loro controparte continentale a partire da circa 151000 anni fa, quando però le Northern Channel Islands erano riunite in un'unica massa di terra (l'isola di Santa Rosae), dato che dovrebbe fare sì che i resti di questo corvide siano presenti su tutte e quattro le isole facenti parte del gruppo.
L'habitat di questi uccelli è rappresentato da un'area di macchia mediterranea di circa 250 km2, ricoperta da querce e ginepro e con ampie radure erbose e cespugliose.

## Tassonomia
La ghiandaia di Santa Cruz è stata in passato classificat acome sottospecie della ghiandaia occidentale, dalla quale è stata separata (sebbene alcuni autori contestino questa celta) in base a differenze morfologiche, ecologich, di richami e di DNA mitocondriale